# 柏勒洛丰

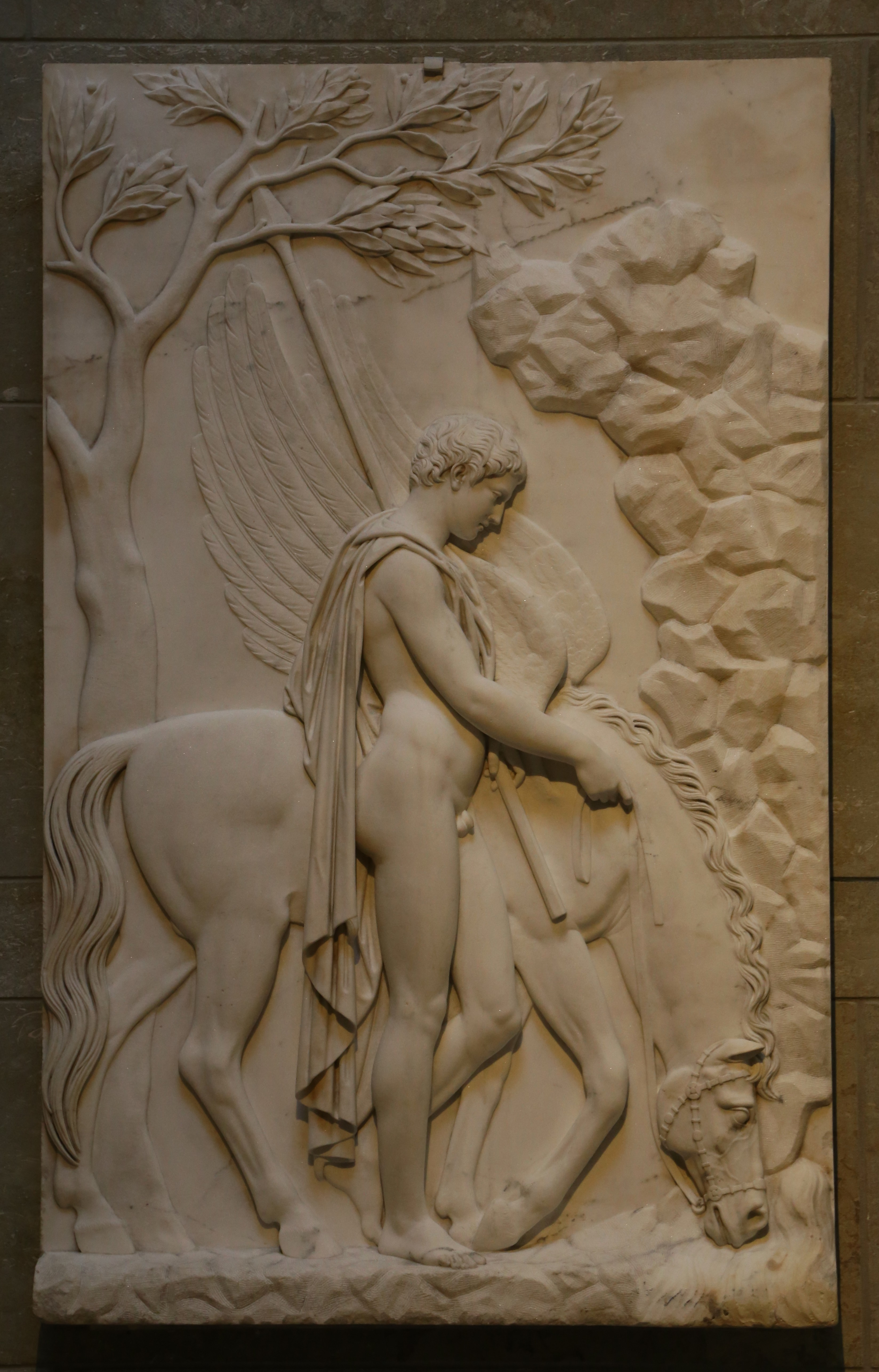
柏勒洛豐與天馬

柏勒洛豐（希臘語：βελλεροφῶν），希臘神話中的英雄，傳說在哥林斯出生，得到神的幫助捕獲了天马珀伽索斯，並且打倒怪獸喀邁拉。

## 家族
柏勒洛豐出生於科林斯，是海神波賽頓（另一種說法是葛勞柯斯）與尤瑞諾美（Eurynome）的兒子。 他是德利埃斯（Deliades）（也叫Peiren或Alcimenes）的兄弟。
柏勒洛豐與妻子Philonoe生下子女Isander（Peisander）、Hippolochus和Laodamia。Philonoe也被稱為Alkimedousa、Anticleia、Pasandra或Cassandra 。